# Riccardo Bachi
Riccardo Bachi (Torino, 11 giugno 1875 – Roma, 11 gennaio 1951) è stato un economista e statistico italiano.

## Biografia
Di origine israelita, figlio di Israele ed Enrichetta Levi, compì i suoi primi studi frequentando la scuola ebraica di Torino fino a diplomarsi perito ragioniere nel 1894. Successivamente, a Venezia, nella Scuola superiore di commercio conseguì il diploma di ragioniere nel 1896 e l'anno successivo quello in lingua e letteratura francese.

Salvatore Cognetti De Martiis

Dopo aver insegnato per tre anni a Vicenza, nel 1899 vinse un concorso per segretario capo presso il Regio museo industriale di Torino e prese a frequentare il Laboratorio di Economia Politica fondato nel 1893 da Salvatore Cognetti de Martiis, docente nell'ateneo torinese, ove ebbe modo di conoscere alcuni importanti economisti italiani. Nel 1904 sostituì Giovanni Montemartini nella direzione dell'Ufficio centrale del lavoro e nel 1908 divenne direttore della Biblioteca del Ministero d'agricoltura industria e commercio. Nominato professore di statistica all'Università di Macerata nel 1915, nel 1924 si trasferì all'Università di Parma per insegnare economia politica e poi, nel 1926, a quella di Genova come docente di scienza delle finanze.
Il 9 marzo 1930 divenne socio dell'Accademia delle scienze di Torino.
Terminato il primo conflitto mondiale, fu consulente economico alla Conferenza di pace di Parigi del 1919 nella quale le potenze vincitrici stabilirono il nuovo assetto geopolitico europeo e, su incarico della Società delle Nazioni, organizzazione intergovernativa fondata nell'ambito della Conferenza, studiò la situazione economica italiana negli anni tumultuosi del primo dopoguerra. Alberto De Stefani, ministro delle Finanze nel governo Mussolini, gli conferì, inoltre, il compito di preparare un progetto di riforma dell'organizzazione statistica del suo ministero.
Bachi si occupò di problemi del lavoro, cambiamenti dell'economia italiana, cicli economici e metodologia di analisi della congiuntura. Questi argomenti furono analizzati non solo nei loro aspetti meramente economici ma anche sotto il profilo storico. I suoi studi sulla struttura e l'evoluzione dell'economia italiana offrirono un contributo rilevante alla storiografia economica, richiamando l'attenzione degli studiosi sul peso che i fattori economici esercitano nella storia.
Per effetto della promulgazione delle leggi razziali in Italia, preannunciate da Mussolini in un discorso a Trieste del 1938 e varate poco dopo, che colpirono duramente i diritti civili degli italiani di origine ebrea, fu costretto a lasciare l'insegnamento e, nell'autunno del 1939, a trasferirsi in Palestina. Questa dolorosa esperienza lo indusse, finita la guerra e tornato in Italia nel 1946, a dedicare le sue residue energie alla storia dell'ebraismo.
Membro di numerose società scientifiche, nazionali ed internazionali, socio corrispondente dell'Accademia dei Lincei, nel 1947 ne divenne socio ordinario.
Anche il figlio Roberto è stato un esperto statistico. Dopo aver insegnato nelle Università di Sassari, e Genova, è anch'egli colpito nel 1938 dalla Leggi razziali fasciste. Trasferitosi permanentemente a Gerusalemme, insegna alla Hebrew University of Jerusalem e dirige l'Ufficio centrale israeliano di statistica.

## Principali pubblicazioni
- L'Italia economica nell'anno 1909, Torino, Società Tipografico-Editrice Nazionale, 1910. Seguono analoghe pubblicazioni per gli anni successivi dal 1910 al 1921.
- Le fluttuazioni stagionali nella vita economica italiana, Roma, Tip. R. Accademia Dei Lincei, 1919.
- Storia della Cassa di risparmio delle provincie lombarde : 1823-1922, Milano, Stab. arti grafiche Alfieri e Lacroix, 1923.
- L'alimentazione e la politica annonaria in Italia, Bari, Laterza e New Haven, Yale University Press, 1926.
- Sulla costruzione di barometri economici in Italia, Milano, Tipografia sociale Carlo Sironi, 1928.
- La politica della congiuntura : prevenzione e attenuazione degli effetti delle crisi economiche, Roma, F.lli Bocca, 1929.
- L'economia e la finanza delle prime guerre per l'indipendenza d'Italia. Contributo alla storia economica del Risorgimento, Roma, Signorelli, 1930.
- Lezioni di economia generale e corporativa : parte I. Anno scolastico 1934-35, Roma, Off. di Arti Grafiche, 1934.
- Lezioni di economia generale e corporativa : Parte II. Moneta e credito. Dinamica nel Movimento degli Affari. Anno scolastico 1935-36, Roma, Offic. Di Arti Grafiche, 1935.
- Politica doganale fra madrepatria e colonie. Relazione del corrispondente Riccardo Bachi , Roma, Giovanni Bardi Tip. della R. Accademia nazionale dei Lincei, 1937.
- Principii di scienza economica, 2 voll., Torino, Einaudi, 1937-1938. Riedito da Giuffrè nel 1947. Comprende:

1: Scambio, produzione, regime di coalizione, economia corporativa, quesiti
2: Economia interregionale e internazionale, moneta, credito, variazioni cicliche nel movimento degli affari.
- Colloqui com me stesso, Roma, Tipografia del Senato, 1952.